# Chi Xoay
Dialium là một chi thực vật có hoa trong họ Đậu.

## Các loài
Tại thời điểm tháng 3 năm 2015, The Plant List công nhận các loài sau:
- Dialium angolense Oliv.
- Dialium aubrevillei Pellegr.
- Dialium bipindense Harms
- Dialium cochinchinense Pierre
- Dialium corbisieri Staner
- Dialium densiflorum Harms
- Dialium dinklagei Harms
- Dialium englerianum Henriq.
- Dialium eurysepalum Harms
- Dialium excelsum Steyaert
- Dialium gossweileri Baker f.
- Dialium graciliflorum Harms
- Dialium guianense (Aubl.) Sandwith
- Dialium guineense Willd.
- Dialium hexasepalum Harms
- Dialium holtzii Harms
- Dialium hydnocarpoides de Wit
- Dialium indum L.
  - var. bursa (de Wit) Rojo
  - var. indum L.
- Dialium kasaiense Steyaert
- Dialium kunstleri Prain
- Dialium latifolium Harms
- Dialium madagascariense Baill.
- Dialium occidentale (Capuron) Du Puy & R.Rabev.
- Dialium orientale Baker f.
- Dialium ovoideum Thwaites
- Dialium pachyphyllum Harms
- Dialium patens Baker
- Dialium pentandrum Steyaert
- Dialium platysepalum Baker
- Dialium pobeguinii Pellegr.
- Dialium poggei Harms
- Dialium polyanthum Harms
- Dialium procerum (Steenis) Steyaert
- Dialium quinquepetalum Pellegr.
- Dialium reygaertii De Wild.
- Dialium schlechteri Harms
- Dialium soyauxii Harms
- Dialium tessmannii Harms
- Dialium travancoricum Bourd.
- Dialium unifoliolatum Capuron
- Dialium zenkeri Harms

## Hình ảnh

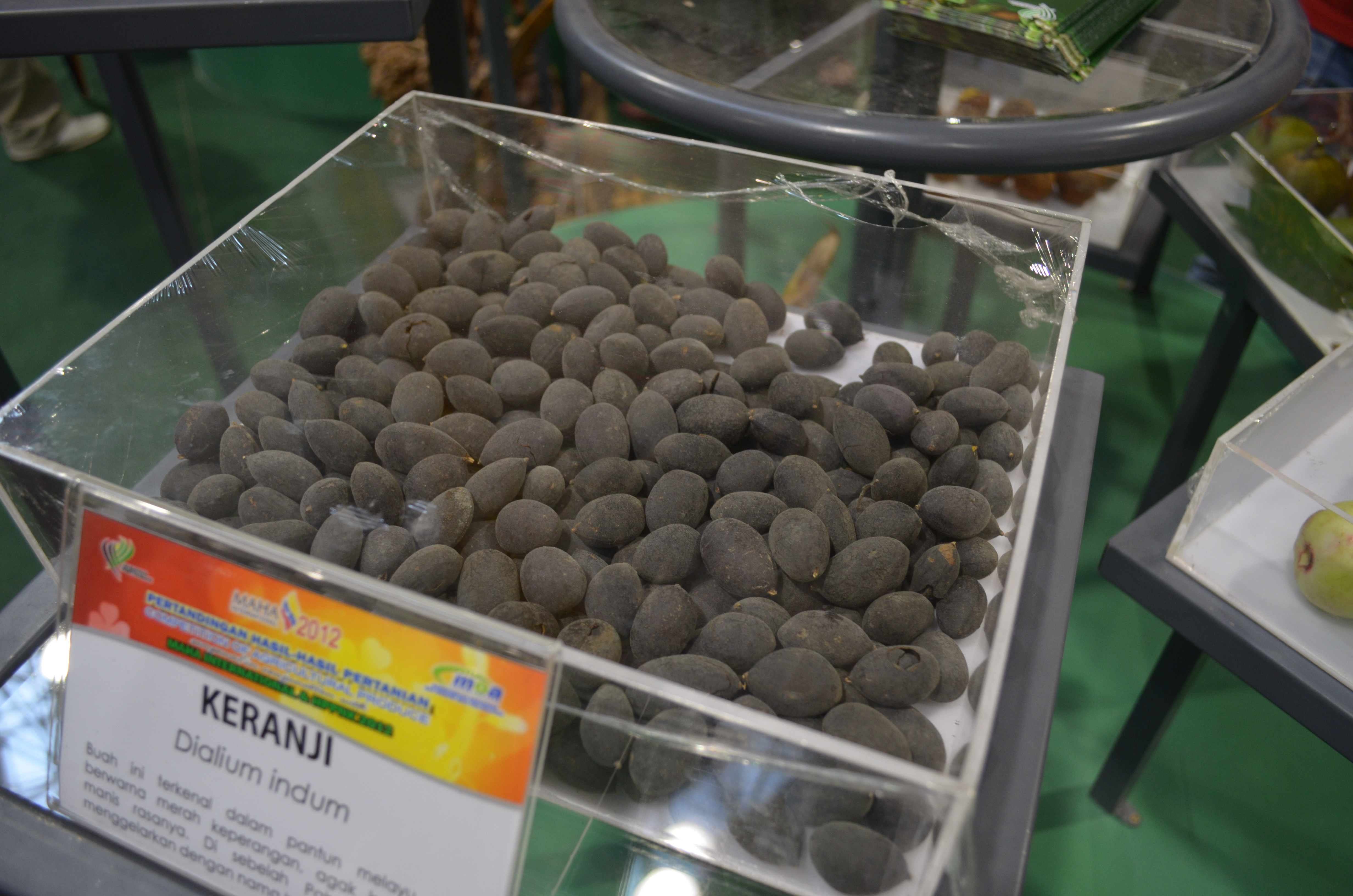
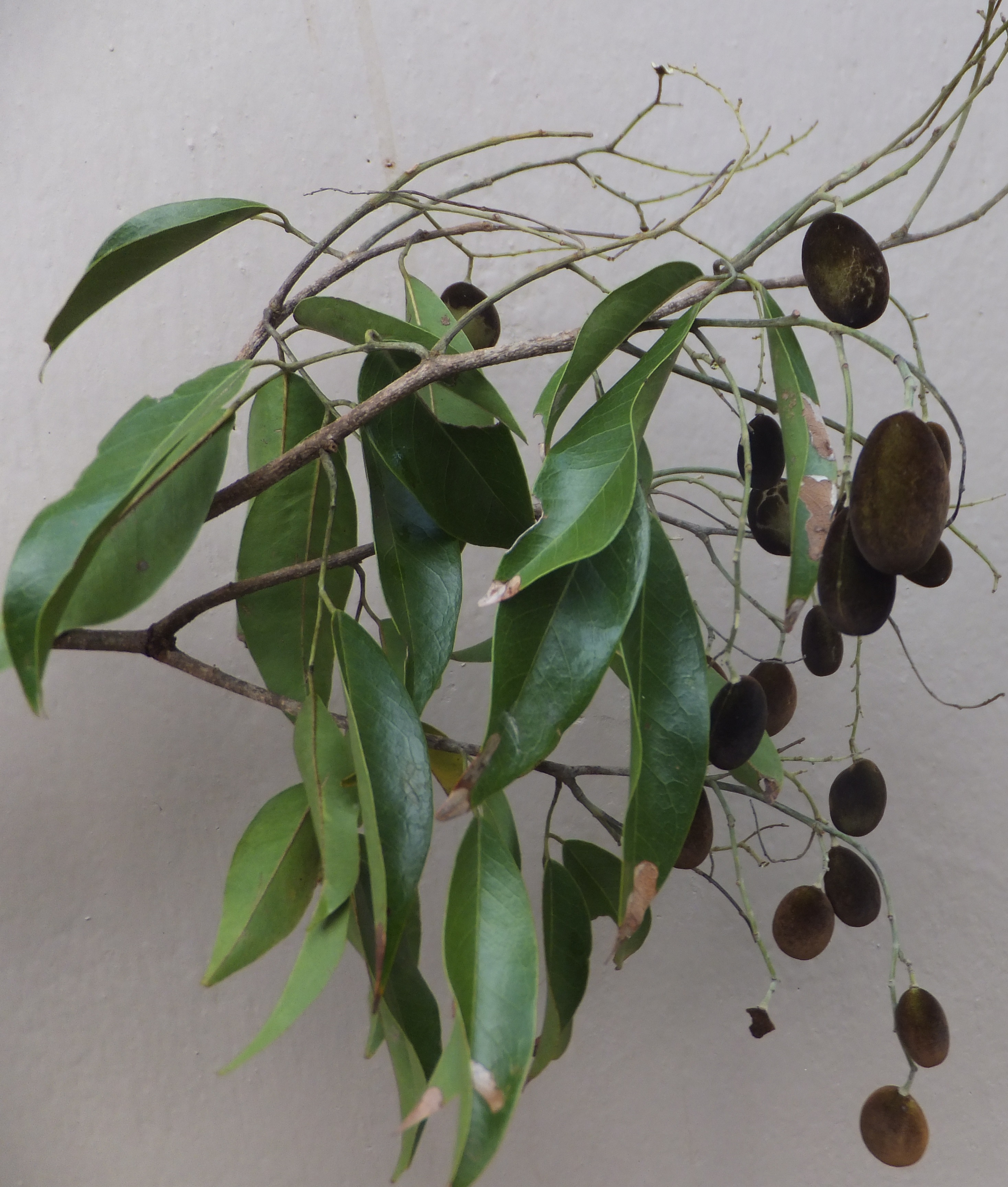
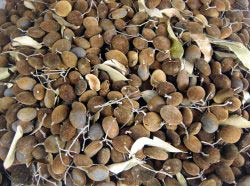
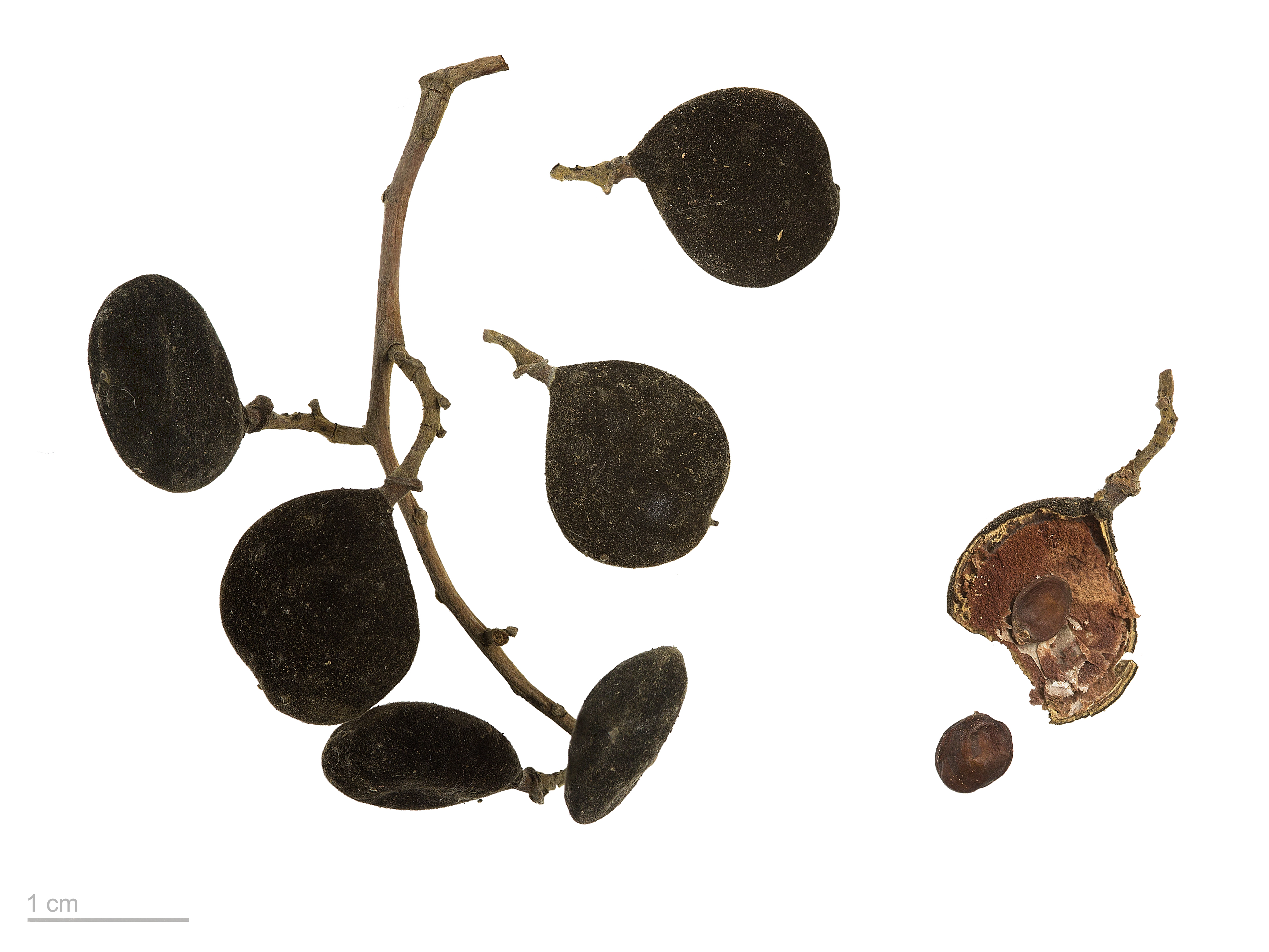
Dialium Sp. - Museum specimen